# Kalaba-X
Kalaba-X è una semplice lingua artificiale logica creata nel 1957 dal linguista statunitense Kenneth L. Pike per facilitare l'insegnamento delle tecniche di traduzione.
Ogni frase in Kalaba-X possiede una struttura fissa costituita dalle tre parti del discorso: verbo, oggetto, soggetto. Ognuno dei quali modificabile.